# Batman Que Ríe
El Batman Que Ríe, en inglés  Batman Who Laughs es un personaje ficticio y villano de DC Comics. 
Es un Bruce Wayne de un universo alternativo que fue infectado con una variante de la Toxina Joker extremadamente avanzada que le permitió adoptar lo peor del Joker, convirtiéndose en un asesino de pura maldad con una sed de sangre tan insaciable que lo lleva al punto de aniquilar cualquier realidad alternativa que se encuentre a su paso.

## Biografía
Batman Who Laughs es una versión de Batman de la Tierra -22 del Multiverso Oscuro. En esa realidad, el Joker de la Tierra -22 se entera de que se está muriendo debido a los químicos en su cuerpo y se propone presionar a Batman más que nunca, matando a la mayoría de los otros renegados de Batman y sometiendo a los ciudadanos de Gotham a los químicos que lo transformaron, matando a los padres frente a sus hijos para burlarse de Bruce. Batman se enoja y mata al Joker en una pelea, liberando una forma concentrada de la toxina en el cuerpo del Joker. La toxina da como resultado una fusión irreversible de Batman y el Joker, una con la inteligencia y la fuerza física de Bruce Wayne y la psicopatía y el sentido del humor sádico y retorcido del Joker. Batman Who Laughs se apodera de la Tierra -22, matando a la mayoría de sus aliados y convirtiendo a su hijo Damian Wayne en un mini-Joker, mientras recluta a los niños infectados por la Toxina del Joker como sus "Robins Rabiosos". El Batman que ríe actúa como líder o segundo al mando de los Caballeros Oscuros de Barbatos y recluta a los demás miembros. 
Después de llegar a Prime-Earth (Tierra 0) , Batman Who Laughs toma el control de Gotham y supervisa los eventos en la montaña de Challenger. Lo acompañan Dark Damian y tres Robins rabiosos, con la intención de destruir toda la realidad vinculando el Over-Monitor al cerebro astral de Anti-Monitor. Batman Who Laughs es derrotado por el Batman del Universo Prime, ayudado por el Joker, quien nota el fracaso del Batman alternativo para percibir este escenario debido a que todavía es una versión de Batman. 
Dado por muerto, Batman Que Ríe es mantenido cautivo por Lex Luthor , quien le ofrece un lugar en la Legión de la Perdición . 
Batman Who Laughs finalmente recluta versiones alternativas de Bruce Wayne para lanzar un asalto masivo contra Batman. Batman Who Laughs se alía con Grim Knight, una versión de Batman que usa armas y convirtió a Gotham en una dictadura militar. Sin otra forma de detener a su otro yo, Batman se ve obligado a "aceptar" una "transfusión" retorcida del Joker que comienza a convertirlo en una variación de Batman Who Laughs, confiando en la psicosis de James Gordon Jr., técnicamente tratado, para tratar de predecir a su enemigo. Batman derrota a su otro yo durante una confrontación en el cementerio de los Wayne y vuelve a la normalidad, mientras que Batman Who Laughs es encerrado en la mazmorra del Salón de la Justicia.
Un año después, Batman que ríe sigue encerrado en el Salón de la Justicia, pero habiendo infectado previamente a varios héroes, incluido James Gordon, pone en marcha un plan con la ayuda de sus nuevos Seis Secretos . Comienza haciendo que Gordon lleve a Batman y Superman a la cueva debajo del Callejón del Crimen donde el Rey Shazam aparentemente infecta a Superman. Batman que ríe le dice a Superman que planea infectar al mundo con su suero. Superman ataca a Batman que ríe, revelando su tapadera. Batman que ríe reflexiona para sí mismo que está en curso de colisión con Lex Luthor, pero no está demasiado preocupado porque, como él dice, "Batman siempre gana".
En la secuela de Watchmen , Doomsday Clock , Batman Who Laughs se encuentra entre los villanos que son analizados por el Doctor Manhattan cuando Guy Gardner usa su anillo de poder para mostrar las construcciones de los villanos a los que se han enfrentado. [ 5 ]
Durante la historia de " Dark Nights: Death Metal ", Batman Who Laughs se convierte en el lugarteniente de Perpetua. Con la ayuda de un ejército de malvados Batman del Multiverso Oscuro llamados Dark Knights (que consisten en Baby Batman, Batmansaurus Rex, Batmobeast, Castle Bat y Robin King), hacen cumplir su gobierno. Cuando Wonder Woman decide que el mejor curso de acción es hacer el primer Anti-Crisis después de una conversación con Wally West , se enfrenta a Batman Who Laughs, a quien procede a destripar con una motosierra invisible de la verdad. Aunque está muerto, los Dark Knights se ponen a trabajar para desatar el verdadero plan de Batman Who Laughs: preparar el cuerpo del último Bruce Wayne. Este cuerpo resulta ser Batmanhattan, una versión de Bruce Wayne que copió la fórmula que creó al Doctor Manhattan . 
En Castle Bat, los Caballeros Oscuros logran transferir el cerebro de Batman Who Laughs a Batmanhattan, una acción que puede tener repercusiones si Perpetua se entera. Después de que Perpetua advierte a Batman Who Laughs de los seres como ella que pueden sentir sus acciones (preocupados de que puedan destruirla), procede a eliminar a los Caballeros Oscuros restantes con la excepción de Robin King. Batman Who Laughs luego cambia a una nueva forma llamada "Darkest Knight" exclamando que sabe que Diana planea rehacer el Multiverso, sin embargo, quiere crear "52 Planetas de Pesadillas". 
El Caballero Más Oscuro y el Rey Robin irrumpen en el Cementerio de Valhalla. Sabiendo que están detrás del poder de Wally, Jay Garrick , Barry Allen y Wally West corren con el Caballero Más Oscuro persiguiéndolos.  Barry, Wally y Jay se unen a Kid Flash y el resto de la familia Flash para escapar del Caballero Más Oscuro y su ejército de Flashes del Multiverso Oscuro para llegar a la Silla de Mobius. 
Después de que Wonder Woman lo convenciera, quien viajó en el tiempo hasta la Crisis Infinita , Superboy-Prime destruye los mundos de la Crisis, salvando a Batman y Superman en el proceso, y dirige toda la energía a Wally, pero no funciona. Antes de que tuvieran una oportunidad, el Caballero Más Oscuro manipuló la Silla de Mobius para que siempre dirigiera el poder hacia él. Tiene todo lo que necesita para rehacer el Multiverso a su propia imagen, llamado los Últimos 52.  Con sus nuevos poderes divinos, el Caballero Más Oscuro ordena a Castle Bat (que se convierte en un Batman colosal) que ataque a los héroes. Los héroes no tienen ninguna posibilidad contra el gigante cuya estructura está hecha de todos los materiales del condado de Kane.
Después de que Lex le da a Wonder Woman un diario escrito por Carter Hall, el Caballero Más Oscuro (que no pudo liberarse de Perpetua) envía a sus malvados Tierras a matar al ejército unido de héroes y villanos.  Mientras Batman usa el anillo de Black Lantern para recrear el cuerpo de Batman Who Laughs para luchar por él, la batalla entre Perpetua y el Caballero Más Oscuro se desata mientras el ser celestial castiga al ex Caballero Oscuro al afirmar que ella es la única que protege al Multiverso de ser detectada por su especie. El Caballero Más Oscuro procede a atrapar a Perpetua en los fragmentos del Muro de la Fuente que originalmente la contenía y la mata. Realineando la Tierra Prima para que la Energía Crisis continúe empoderándolo, envía a sus "soldados favoritos" para atacar a los héroes de la Tierra en sus últimos momentos mientras también revive a Devastator, Drowned y Red Death.
Mientras los héroes se alzan como un universo contra la horda del Caballero Más Oscuro, comienzan a recordar toda su historia cuando una Mujer Maravilla vestida de oro surge del suelo para enfrentarse al Caballero Más Oscuro.  Una batalla final se enfrenta entre la Mujer Maravilla vestida de oro y el Caballero Más Oscuro; una batalla que se extiende a través del tiempo y el espacio. Finalmente es llevada al nacimiento de la creación donde el Caballero Más Oscuro revela que la gente de Perpetua (conocida como las "Manos") simplemente borrará el universo y sin un reinicio, la mitad de los amigos de Diana estarán muertos. Diana tiene dos opciones: seguir luchando y perder o rendirse ante el Caballero Más Oscuro y usar su poder combinado para matar a las Manos.
Diana se niega a rendirse y contraataca al Caballero Más Oscuro, empujándolo hacia adelante a través del tiempo y enviándolo a las brasas moribundas del sol de la Tierra. Al ver llegar a las Manos y a sus amigos luchar como Batman resucitando a su Bat-Familia y a sus enemigos contra el Rey Robin, donde B-Rex y Batmage resucitaron y Lex se sacrificó para salvar a Superman del malvado Último Sol, Diana imagina que el Universo es joven y está vivo nuevamente y empuja al Caballero Más Oscuro hacia el sol, matándolo de una vez por todas

## Poderes y habilidades
El Batman Que Ríe tiene las mismas habilidades físicas que Batman, pero también tiene las habilidades de crear héroes en su versión retorcida con sus batarangs mezclando las toxinas del Joker. Más tarde al hacerse con los poderes del Doctor Manhattan, empieza a tener habilidades completamente fuera de las leyes de la física por las cuales lo convierten en casi omnipotente, pudiendo viajar por universos con el fin de conquistarlos y aniquilarlos.Es capaz de alterar la realidad misma creando una versión retorcida de los 52.También es casi omnisciente, ya que conoce todo lo que está pasando en las líneas temporales del pasado al futuro y puede viajar a cualquier época de estos universos,llegando a conocer las fortalezas y debilidades de sus habitantes. Tampoco está sujeto a la ley de la gravedad, pudiendo incluso volar.
El Batman Que Ríe es inmortal, hasta el punto que puede vivir una infinidad de tiempo sin ni siquiera envejecer.
También es un excelente nigromante, ya que es capaz de levantar legiones de secuaces no muertos que luche por el.

## En otros medios
- En la serie animada The Batman,  en uno de los capítulos el Joker se disfraza de Batman pero usas armas retorcidas para dañar a sus enemigos. Sería la idea que inspiró este personaje

### Videojuegos
- En DC Universe Online aparece el Batman Que Ríe.[10]
- En Batman: Arkham Knight Bruce Wayne podría haberse convertido en el Batman Que Ríe si no se hubiera curado de la Infección del Joker.
- Para la versión de dispositivos móviles de Injustice 2, el Batman Que Ríe es una personaje jugable.[11]
- En Mortal Kombat 11, Noob Saibot tiene su skin
- En Fortnite es uno de los personajes que puede manejar .
- El Batman que ríe aparece como un skin para el Joker en MultiVersus , con la voz de Roger Craig Smith .
- Batman que ríe aparece como el antagonista principal en DC: Dark Legion , con la voz nuevamente de Roger Craig Smith